# Туат
Туат — (ірл. túath, у мн. — ірл. túatha, «туата») — плем'я, а також територія, яку це плем'я населяє. Термін стосується давньої та середньовічної Ірландії. 
У давній Ірландії сім'єю вважалося поселення родичів чисельністю до тридцяти чоловік. Територія яку займає сотня сімей називалась тріха кет (ірл. trícha cét) — тридцять сотень. Початково це був військовий термін і означав загін чисельністю 3000 воїнів. Туат складався з кількох союзних тріхе кет. Туат мусив мати не менше чи то шести чи то дев'яти тисяч чоловік. 
Буття туата регулювалося Брегонським законом, який в давній і середньовічній Ірландії називався Фенехес (ірл. - Fénechas), що був записаний у VII ст. н.е. Основною соціальною одиницею давньої Ірландії була фіне (ірл. - fine, мн. finte). Всі фінте, що походили від спільного предка у четвертому поколінні складали соціальну одиницю дервфіне (ірл. - dearbhfine, мн. dearbhfhinte). Ці дервфінте складали основу туата. Туата являли собою дрібні клани (ірл. - clann) - родові громади з патріархальними звичаями, які походили від спільного предка, характерною ознакою належності до того чи іншого клану був характерний малюнок - тартанн, або дрібні королівства, якими управляв вождь або король (ірл. - rí), який був зв'язаний вузами вірності з королем (ірл. - ruiri) (регіональним, наприклад, королівства Коннахт), а той у свою чергу клятвою вірності або заручника з верховним королем Ірландії (ірл. - Ard rí або rí ruirech). Але далеко не все було так просто. У результаті нескінченних змін в політичній структурі Ірландії, нескінченних війн між кланами і королівствами, туата змінювались від дрібних утворень до більш крупних королівств таких як Улад або Коннахт. Тому визначення і описання туата залежить від епохи і століття яке ми розглядаємо. "Книга прав", написана в ІХ столітті, перераховує 97 туата Ірландії. Цікавим прикладом трансформації туата є туата Дал Ріата (Дал Ріада). Спочатку це був лише невеликий туат, який переселився в Каледонію і завоював певну територію у піктів, потім цей туат перетворився в королівство Дал Ріада, а потім завоювавши все королівство піктів перетворився в цілий народ - шотландців або Scott і цілу державу - Шотландію.